# 新潮学芸賞
新潮学芸賞（しんちょうがくげいしょう）は、新潮社が主催した学術賞で、人文科学と社会科学部門の著作を対象とした。
1988年に日本文学大賞が三島由紀夫賞と山本周五郎賞とに分離して創設されたのに伴い、日本文学大賞学芸部門から改名して創設される。受賞者は毎年5月に発表され、授賞式は6月にホテルオークラ東京で行われた。賞金は100万円。
2001年の第14回で終了となり新たに本賞を発展させた形で、2002年より小林秀雄賞とノンフィクションをメインとする新潮ドキュメント賞が創設された。

## 選考委員
（最終回時）
- 河合隼雄（心理学者。日文研）
- 関川夏央（ノンフィクション作家）
- 藤原正彦（数学者、随筆家。お茶水大理学部）
- 柳田邦男（ノンフィクション作家）
- 養老孟司（解剖学者。東大医学部）

※日本文学大賞学芸部門の時期から柳田と共に、安部公房、司馬遼太郎が引き続き選考委員を務めていた。安部が逝去した1993年から1995年までは空席で、1996年には司馬が逝去したが空席にして選考を行った。

## 受賞者
| 回 | 年   | 受賞者                                              | 受賞作                                                                                      |
| -- | ---- | --------------------------------------------------- | ------------------------------------------------------------------------------------------- |
| 01 | 1988 | 河合隼雄                                            | 明恵 夢を生きる                                                                             |
| 01 | 1988 | 角田房子                                            | 閔妃暗殺 朝鮮王朝末期の国母                                                                 |
| 02 | 1989 | 原ひろ子                                            | ヘヤー・インディアンとその世界                                                              |
| 03 | 1990 | 鶴見良行（人類学者）                                | ナマコの眼                                                                                  |
| 04 | 1991 | 立花隆（ジャーナリスト）、利根川進（生物学者。MIT） | 『精神と物質 分子生物学はどこまで生命の謎を解けるか』（立花の利根川へのインタビューの集成） |
| 05 | 1992 | ドウス昌代                                          | 日本の陰謀 ハワイ・オアフ島大ストライキの光と影                                             |
| 06 | 1993 | 塩野七生（小説家）                                  | ローマ人の物語I ローマは一日して成らず                                                      |
| 06 | 1993 | 足立邦夫                                            | ドイツ傷ついた風景                                                                          |
| 07 | 1994 | アレックス・カー                                    | 美しき日本の残像                                                                            |
| 08 | 1995 | 無し                                                | 無し                                                                                        |
| 09 | 1996 | 橋本治（小説家）                                    | 宗教なんかこわくない!                                                                       |
| 09 | 1996 | 杉山隆男（ノンフィクション作家）                    | 兵士に聞け                                                                                  |
| 10 | 1997 | 加藤典洋（文芸批評家。明治学院大国際学部）          | 言語表現法講義                                                                              |
| 10 | 1997 | 徳岡孝夫（ジャーナリスト）                          | 五衰の人 三島由紀夫私記                                                                     |
| 11 | 1998 | 船橋洋一（ジャーナリスト。朝日新聞社）              | 同盟漂流                                                                                    |
| 12 | 1999 | 小沢昭一（俳優、芸能史家）                          | ものがたり芸能と社会                                                                        |
| 12 | 1999 | 瀬戸正人（写真家）                                  | トオイと正人                                                                                |
| 13 | 2000 | 大崎善生（ノンフィクション作家）                    | 聖の青春                                                                                    |
| 14 | 2001 | 齋藤孝（教育学者。明大文学部）                      | 身体感覚を取り戻す 腰・ハラ文化の再生                                                       |